# Christopher Tyler
Christopher W. Tyler és un neurocientífic de la visió, creador de l'autoestereograma (dibuixos de Magic Eye) i director del "Smith-Kettlewell Brain Imaging Center". També és catedràtic de la City University of London.

## Biografia
Poc després d'obtenir el seu doctorat a la Universitat de Keele (1970), el Dr. Tyler es va convertir en investigador a Bell Labs (1974-1975), on va treballar amb Bela Julesz, científic de la visió, psicòleg i "MacArthur Fellow". Julesz és molt conegut per la seva invenció del estereograma de punts aleatoris, que consisteix en un parell d'imatges estereoscòpiques de punts aleatoris creades mitjançant ordinador, que quan es miren amb un estereoscopi, el cervell assimila com a formes tridimensionals. Amb ell va demostrar que la percepció de profunditat és un procés neurològic. Després de deixar els Laboratoris Bell, Tyler va entrar al Smith-Kettlewell Institute of Visual Sciences.
Els interessos científics de Tyler se centren en la percepció visual i en la neurociència visual. La seva recerca ha contribuït a l'estudi de la forma, la simetria, el parpelleig, el moviment, el color i la percepció de la profunditat estereoscòpica en adults i ha desenvolupat proves per al diagnòstic de malalties oculars en nens i de malalties de la retina o del nervi òptic en adults. També ha estudiat el processament visual i la dinàmica dels fotoreceptors en altres espècies com les papallones i els peixos.
El seu treball científic recent es refereix a estudis teòrics sobre IRM, estudis psicofísics i funcionals de l'estructura de processos globals com ara l'estructura del moviment, la simetria, el contrast figura/fons vs. la percepció de profunditat estereoscòpica i la seva susceptibilitat a ser danyada en una lesió cerebral traumàtica.
Entre els actuals i recents associats de Tyler hi ha: Lora Likova, Josh Solomon, Chien-Chung Chen, Spero Nicholas, Mark Schira, Lenny Kontsevich, Russ Hamer, Anthony Norcia, Lauren Barghout, Amy Ione.

## Autostereograma
Poc després d'arribar a Smith-Kettlewell (en 1979), Tyler va avançar significativament en la investigació dels estereogrames aleatoris de Julesz quan va inventar el primer "autostereograma de punts aleatoris" (també conegut com a estereograma de punts aleatoris d'una sola imatge). La invenció del autostereograma va fer possible que una persona veiés formes tridimensionals a partir d'una sola imatge bidimensional sense l'ajuda d'un equip òptic. Aquestes imatges van ser posteriorment conegudes com el "Magic Eye" sent popularitzades per diverses publicacions de "NE Thing Enterprises" i que van ocupar diverses setmanes la llista dels "+ venuts" el New York Times. .

## Recerques d'art
Els articles d'investigació d'art de Tyler toquen diversos temes, entre altres: estudis de composició, estudis de perspectiva, la controvèrsia centrada en els ulls, hipòtesi òptica de David Hockney, l'autoretrat de Leonardo, l'última pintura de Manet: Un bar aux Folies Bergère, Masolino, l'espai en l'art del segle xx, la simetria: l'art i la neurociència, l'estructura de la consciència i l'art informàtic.
Tyler també ha argumentat convincentment contra la tesi sotinguda pel llibre de Hockney: "Secret Knowledge: Rediscovering the Lost Techniques of the Old Masters" que sosté que les tècniques de projecció òptica es van usar d'ajuda en moltes pintures d'artistes des de principis del segle xv, tècnica que es va estendre durant aproximadament dos segles entre 1420 1595, citant entre d'altres a Fabriano, Jan van Eyck, Pisanello, Mantegna, Melozzo di Forli, Cranach, Rafael i Moroni. Tyler indica amb reconstruccions geomètriques en el seu lloc web Art Optics que les obres d'art en discussió són pintures brillants dibuixades a "vista directa" en lloc d'estar fetes amb projeccions òptiques.

## Projecció octant

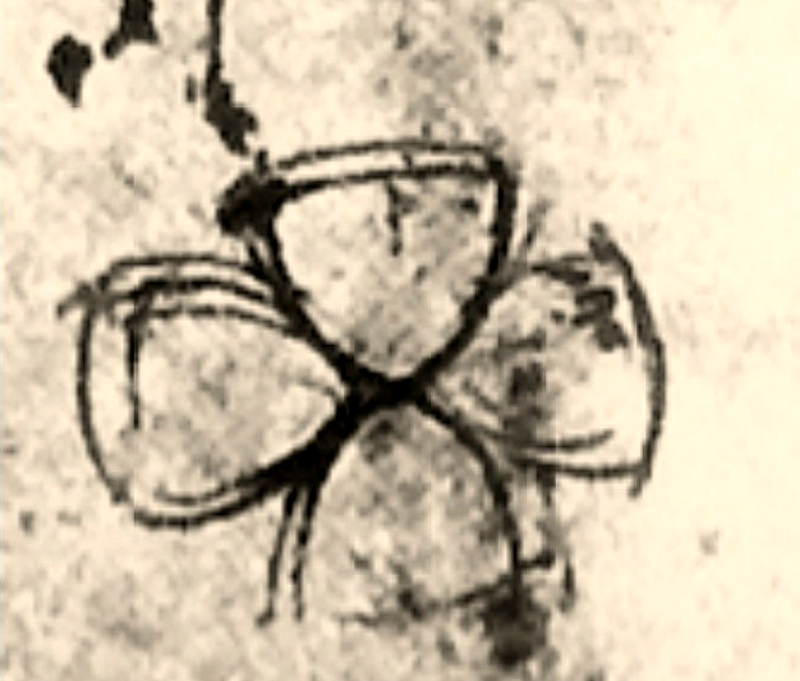
Esbós en el Còdex Atlàntic amb el tipus projecció Da Vinci octant

La projecció octant o projecció tipus octant, és un tipus de projecció proposat per primera vegada, en 1508, per Leonardo da Vinci en el seu Còdex Atlanticus. L'autoria de Leonardo quedaria demostrada per Christopher Tyler, qui va declarar: "For those projections dated later than 1508, his drawings should be effectively considered the original precursors. . . ". Tyler argumenta la seva tesi separant l'autoria de Leonardo en la projecció (1508) de l'autoria de Leonardo en el mapa (1514), a diferència d'altres autors que han tractat de forma conjunta l'autoria d'ambdós, el mapa i projecció.

## Estudis de consciència
Els seus interessos en la naturalesa de la consciència han donat com a resultat una reconceptualització de l'essència de la Física Quàntica, en la qual la superposició d'estats de Schrödinger s'expressa com una propietat inherent de la concepció de la probabilitat sostinguda per l'investigador conscient més que com una propietat del sistema físic per se [document de Fom]. Si bé això conserva el paper de la consciència en el marc quàntic, en convertir la superposició únicament com una propietat de la conceptualització neuronal, resol moltes de les paradoxes de la Física Quàntica dins el domini de la física clàssica i evita la seva il·lògica anticientífica.